# Castelo de Johnstone
O Castelo de Johnstone (em língua inglesa Johnstone Castle) é um castelo localizado em Johnstone, Renfrewshire, Escócia.
Encontra-se classificado na categoria "B" do "listed building" desde 10 de junho de 1971.